# Microplitis carteri
Microplitis carteri är en stekelart som beskrevs av Walley 1932. Microplitis carteri ingår i släktet Microplitis och familjen bracksteklar. Inga underarter finns listade i Catalogue of Life.